# Bjerringbro-Silkeborg
Bjerringbro-Silkeborg – męski klub piłki ręcznej mężczyzn z Danii powstały w 2005 r.

## Sukcesy
- Mistrzostwa Danii:
  -  (1x) 2011
  -  (1x) 2010